# Effractilis effracta
Effractilis effracta är en fjärilsart som beskrevs av William Lucas Distant 1898. Effractilis effracta ingår i släktet Effractilis och familjen nattflyn. Inga underarter finns listade i Catalogue of Life.